# School of Business and Social Sciences
School of Business and Social Sciences (forkortet Aarhus BSS) er et af Aarhus Universitets fire hovedområder (fakulteter), og består af det tidligere Samfundsvidenskabelige Fakultet og det tidligere Handelshøjskolen (ASB).
Fakultetet har ca. 14.000 dagsstuderende og flere tusinde deltidsstuderende, knapt 225 ph.d.-studerende og godt 500 videnskabelige medarbejdere, hvilket gør Aarhus BSS til en af Europas største handelshøjskoler og Danmarks største universitære enhed inden for erhverv og samfundsvidenskab. Aarhus BSS har de internationale akkrediteringer AACSB, AMBA og EQUIS.
Fakultetets uddannelser tæller bl.a. cand.oecon., cand.merc., cand.jur. og cand.scient.pol.
Dekanen er Thomas Pallesen

## Institutter
- Institut for Økonomi
- Institut for Virksomhedsledelse
- Institut for Forretningsudvikling og Teknologi
- Juridisk Institut
- Institut for Statskundskab
- Psykologisk Institut

## Historie
Handelshøjskolen blev grundlagt i 1939, men udbød i starten kun HD med 72 studerende. Året efter startede den første sproguddannelse. I 1951 begyndte det, der i dag er hoveduddannelsen inden for erhvervsøkonomi, nemlig HA-studiet. I de følgende år kom der også daghold inden for sprog.
Handelshøjskolen fusionerede den 1. januar 2007 med Aarhus Universitet og havde nu status af et fakultet under universitetet. Det officielle navn efter fusionen er Handelshøjskolen, Aarhus Universitet. Som handelshøjskole rangerer den blandt de 10 største i Europa, målt på antal optagede studerende.
Den 18. juni 2010 blev det offentliggjort, at Handelshøjskolen og Det Samfundsvidenskabelige Fakultet fusionerede og dannede det nuværende Aarhus School of Business and Social Sciences. Det nye hovedområde blev Danmarks største aktør inden for erhvervs- og samfundsvidenskabelig forskning og uddannelse.
Ved overgangen var der 16.110 studerende i alt. Heraf var 7.421 var bachelorstuderende og 5.388 kandidatstuderende. 3.261 var deltidsstuderende. Antallet af ph.d.-studerende udgjorde 209.